# Montefeltro

Karte des Montefeltro

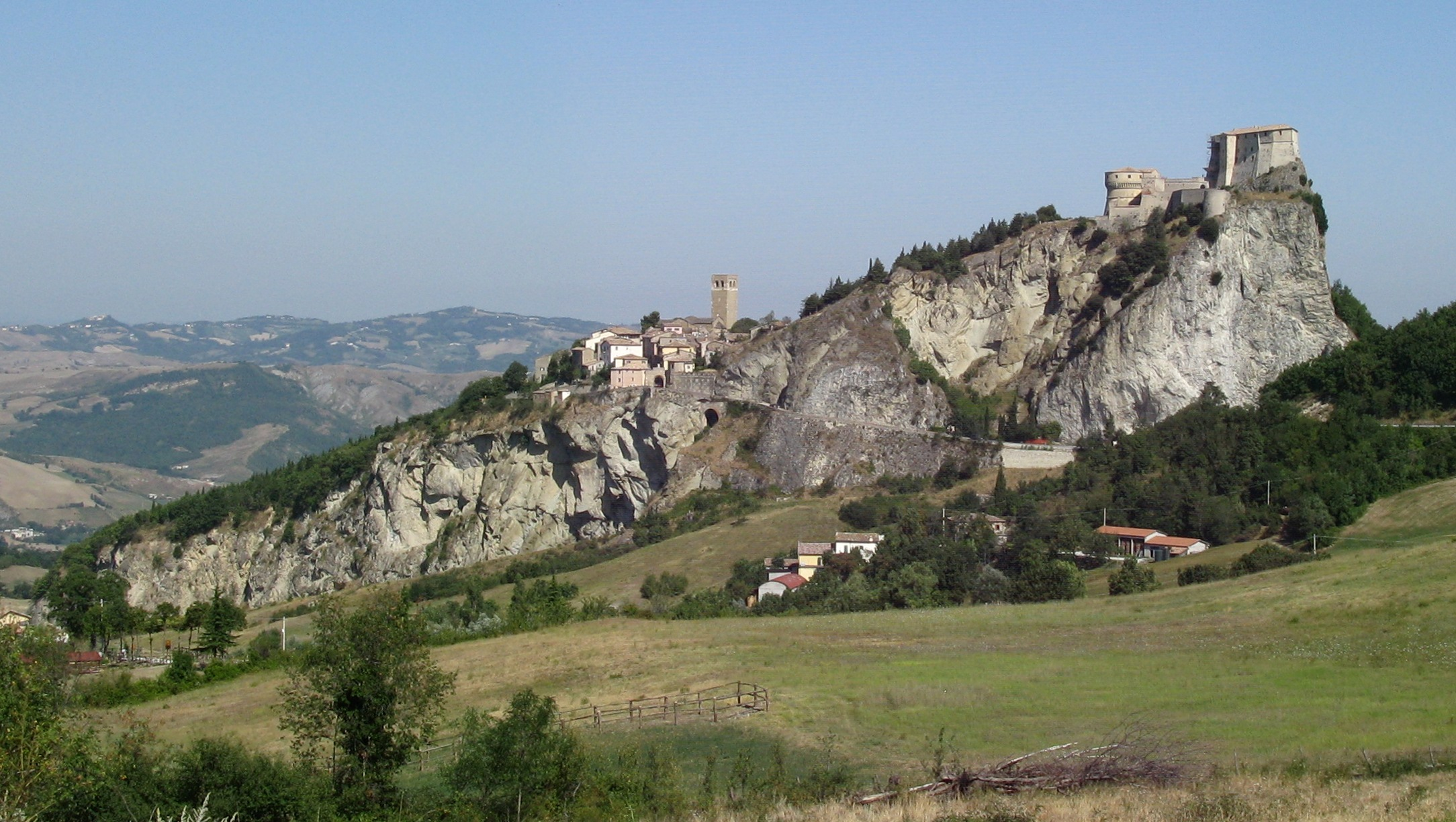
Stadt und Festung San Leo auf dem Mons feretri

Das Montefeltro ist eine historische Landschaft im Tosko-Emilianischen Apennin. Sie gehört heute zu den Regionen Emilia-Romagna, Toskana und Marken. Sie grenzt an die Republik San Marino. Der Name stammt von mons feretri(us), dem antiken Namen des Berges, auf dem sich Stadt und Festung San Leo befinden.
Das Montefeltro entspricht dem Territorium der alten Diözese Montefeltro, zu der auch San Marino gehört. Bischofssitz war zunächst San Leo, seit 1572 ist es Pennabilli.
Hauptorte des Montefeltro sind San Leo und Pennabilli sowie die Verwaltungssitze Carpegna und Novafeltria. Höchster Berg ist der Monte Carpegna (1415 Meter).
Im Mittelalter spalteten sich die örtlichen Machthaber, die Grafen von Carpegna, in verschiedene Familienstämme auf: das Haus Carpegna, das Haus Malatesta (mit Stammsitz Pennabili, später Herren von Rimini) und das Haus da Montefeltro (später Grafen und Herzöge von Urbino).
Seither gehörten die Orte des Montefeltro überwiegend zu wechselnden Herrschaften, unter anderem zum Fürstentum Carpegna, dem Herrschaftsgebiet der Malatesta, dem Herzogtum Urbino und anderen kleineren Territorialherren, bis die Marken insgesamt wieder in den Kirchenstaat integriert wurden. Zahlreiche Burgen, Kastelle und Stadtbefestigungen zeugen von den territorialen Konflikten dieser Zeit.